# Сарајевско-романијски корпус Војске Републике Српске
Сарајевско-романијски корпус Војске Републике Српске (СРК ВРС) је био један од пет корпуса Војске Републике Српске. Командант корпуса је био Станислав Галић. Сарајевско-романијски корпус Војске Републике Српске је основан одлуком Главног штаба (Генералштаба) ВРС 22. маја 1992. године. Сарајевско-романијски корпус је изгубило зависности од промјена у бројности војних снага, имао највише 18.000 бораца, док је у просеку бројао око 13.000 војника. По формацији, корпус је имао око 15.000 бораца. На подручју сарајевско-романијске регије Републике Српске живот је изгубило 4.000 српских бораца. Република Српска обиљежава Дан одбране сарајевско-романијског региона у Отаџбинском рату 16. јуна, када је 1992. почела офанзива Армије Републике БиХ на Сарајевско-романијску регију Републике Српске.

## Организација СРК ВРС
Сарајевско-романијски корпус Војске Републике Српске је у свом сталном саставу имао од 10 до 13 бригада.

### Бригаде СРК ВРС
Бригаде Сарајевско-романијског корпуса Војске Републике Српске су током Одбрамбено-отаџбинског рата изгубиле преко 6.000 српских бораца и цивилних жртава рата са подручја сарајевске регије. Дан бригада ВРС са подручја бивших српских сарајевских општина Илијаша, Вогошће, Кошева, Илиџе, Рајловца и Хаџића се заједно обиљежава 21. маја.
- 1. сарајевска механизована бригада (Лукавица)
- 2. сарајевска лака пјешадијска бригада (Војковићи)
- 3. сарајевска пјешадијска бригада (основана фебруара 1994 од Кошевске, Рајловачке и Вогошћанске бригаде)
- 4. Сарајевска лака пјешадијска бригада (формирана од три лака батаљона са Пала, Праче и Јахорине)
- 1. романијска пјешадијска бригада
- 2. романијска моторизована бригада (од новембра 1992. у саставу Дринског корпуса ВРС)
- Кошевска лака бригада (од 1994 у саставу 3. сарајевске бригаде)
- Рајловачка бригада (од 1994 у саставу 3. сарајевске бригаде)
- Вогошћанска бригада (од 1994 у саставу 3. сарајевске бригаде)
- Илијашка пјешадијска бригада
- Илиџанска пјешадијска бригада
- Игманска лака пјешадијска бригада (Хаџићи)
- Рогатичка бригада (од новембра 1992. у саставу Дринског корпуса ВРС)
- Блажујска лака пјешадијска бригада (18. маја 1993. преименована у Игманску бригаду)
- Новосарајевска лака пјешадијска бригада (расформирана крајем јуна 1992.)

## Друге јединице СРК
- 4. Батаљон војне полиције
- 4. Батаљон везе
- 4. Извиђачко-диверзантски одред "Бели вукови"
- 4. Мјешовити артиљеријски пук
- 4. Лаки артиљеријски пук ПВ
- 4. Инжињеријски пук
- 4. Мјешовити противоклопни артиљеријски пук
- 4. Санитетски батаљон
- 4. Аутотранспортни батаљон
- 4. извиђачка чета

#### Прва сарајевска механизована бригада
Дан Прве сарајевске механизоване бригаде се обиљежава 20. маја код Централног крста Војничког гробља на Врацама.

#### Илијашка бригада
Илијашка бригада је током Одбрамбено-отаџбинског рата изгубила више од 1.300 српских бораца, док су њих 450 остали ратни војни инвалиди.

### Јединице СРК ВРС
- Српска гарда Илиџа
- Бели вукови
- Чета Петар Пандуревић је основана првом половином 1992. године и бројала је око 200 бораца. Чета је бранила положаје на планини Требевић, али је била активна и на другим ратиштима широм Републике Српске. Током Одбрамбено-отаџбинског рата је изгубила 36 бораца, а 18 су били рањени.[8]
- Новосарајевски четнички одред

## Познате личности
- Славко Алексић
- Зоран Боровина